# Kucsmás szalakóta
A kucsmás szalakóta (Coracias temminckii) a madarak osztályának szalakótaalakúak (Coraciiformes) rendjébe és a szalakótafélék (Coraciidae) családjába tartozó faj.

## Rendszerezése
A fajt Louis Pierre Vieillot francia ornitológus írta le 1819-ben, a Garrulus nembe  Garrulus Temminckii néven. Tudományos faji nevét Coenraad Jacob Temminck holland zoológus tiszteletére kapta.

## Előfordulása
Indonéziához tartozó Celebesz, Bangka, Lembeh, Manterawu, Muna és Butung szigetein honos. Természetes élőhelyei a szubtrópusi és trópusi síkvidéki esőerdők, mocsári erdők, szavannák és cserjések, valamint szántóföldek és vidéki kertek. Állandó nem vonuló faj.

## Megjelenése
Testhossza 40 centiméter, testtömege 144-164 gramm.

## Természetvédelmi helyzete
Az elterjedési területe nagyon nagy, egyedszáma ugyan csökken, de még nem éri el a kritikus szintet. A Természetvédelmi Világszövetség Vörös listáján nem fenyegetett fajként szerepel.

## További információ
- Képek az interneten a fajról
- Ibc.lynxeds.com - videók a fajról
- Xeno-canto.org - a faj hangja és elterjedési területe